# Hr.Ms. Lacomblé
HR.MS.  Lacomblé is een Nederlandse mijnenveger voor ondiep water. Het schip is vernoemd naar Eugéne Lacomblé, voormalig commandant van Hr.Ms. De Ruyter. Het schip werd in 1959 gebouwd door de Arnhemsche Stoomsleephelling Maatschappij.
De Lacomblé is in 1960 in dienst gesteld en in 1983 overgedragen aan het Zeekadetkorps. Sinds medio 2021 ligt deze in Veere, Zeeland. Hier maakt het Zeekadetkorps gebruik van de boot en in begin 2025 word de boot gerestaureerd tot originele staat. 